# Vasily Golovnin
Vasily Mikhailovich Golovnin (em russo:  Василий Михайлович Головнин, 19 de abril [Calend. juliano: 8 de abril] 1776, Gulyniki, Oblast de Ryazan, Rússia - 11 de julho [Calend. juliano: 29 de junho] 1831, São Petersburgo, Rússia), foi um explorador e navegador russo, vice-almirante e membro correspondente da Academia Russa de Ciências (1818).

## Início de vida e de carreira
Vasily Mikhailovich Golovnin nasceu em abril de 1776 em Gulyniki, no oblast de Ryazan, na propriedade rural da família. Tanto o seu pai como o seu avô serviram militarmente o Império Russo como oficiais de um regimento de elite, o Regimento Preobrazhensky. Golovnin estaria destinado a continuar a tradição familiar, mas o seu pai morreu quando Vasily era ainda criança, e aos doze anos de idade entrou no Colégio Naval Russo como cadete. Completou o curso quatro anos depois, em 1792.
Golovnin entrou no serviço ativo como guarda-marinha em maio e junho de 1790, participando em várias batalhas navais contra os suecos. Serviu em várias campanhas no exterior entre 1793 e 1798. De 1798 a 1800 foi ajudante e intérprete do vice-almirante M. K. Makarov, comandante de uma esquadra russa que operava conjuntamente com a frota britânica no mar do Norte.
Sob ordens do czar Alexandre I, Golovnin foi enviado, conjuntamente com outros oficiais russos, para receber treino a bordo de navios britânicos. Serviu três anos (1802–1805) na Marinha Britânica sob ordens dos almirantes Nelson, Collingwood, e Cornwallis. Durante este período, a guerra foi de novo declarada entre britânicos e franceses, e Golovnin entrou em ação servindo o almirante Nelson.
Regressou à Rússia em 1806, e começou a compilar um código de sinais navais baseado nos padrões ingleses, e que permaneceu em uso pela frota russa durante mais de vinte anos.

## Viagem do Diana

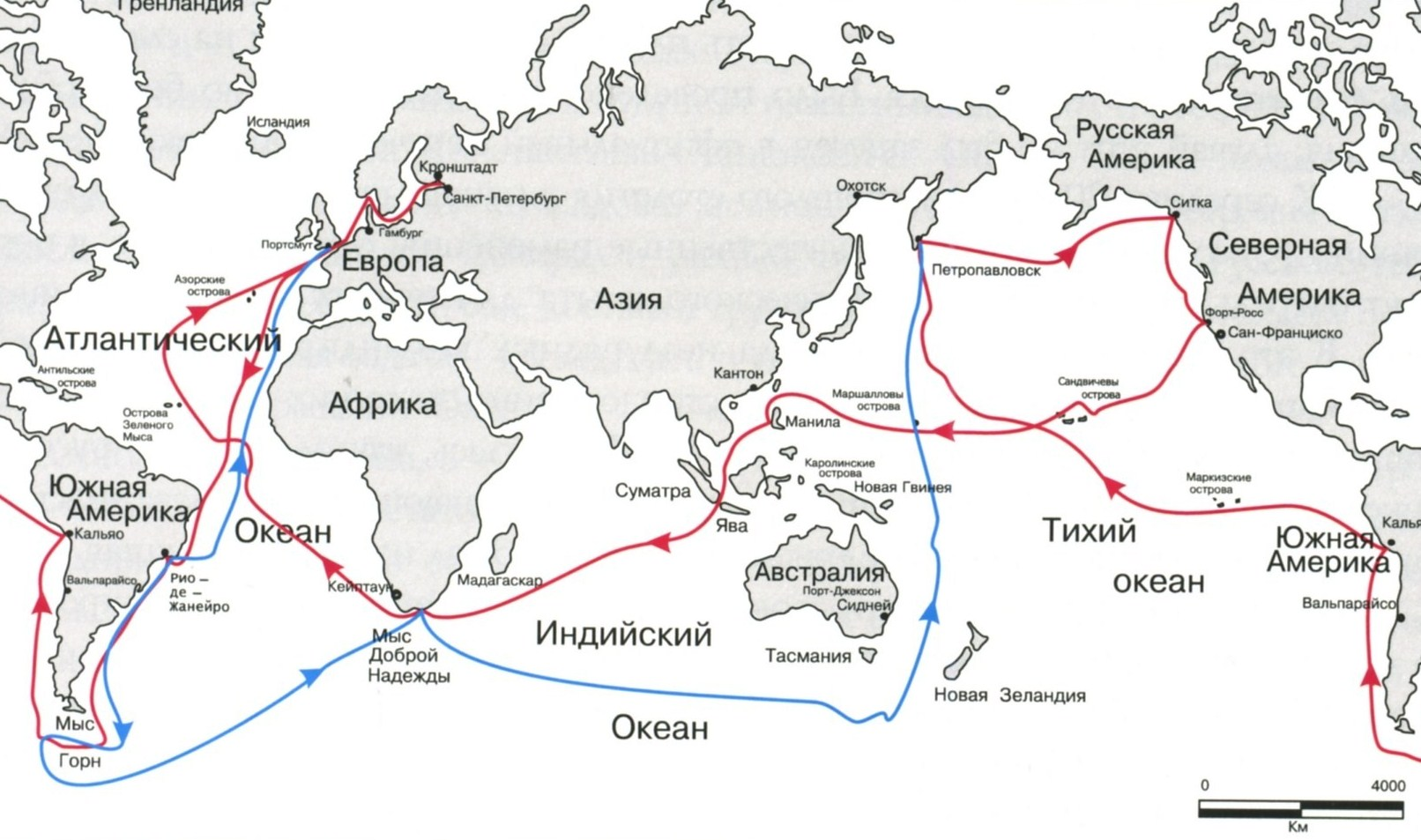
Rotas marítimas de Golovnin com a chalupa Diana 1808-1811 (azul) e com a fragata Kamchatka (vermelho) 1817—1819. Mapa em russo.

Golovnin foi nomeado comandante da chalupa Diana em 1806, tendo nesta embarcação feito a sua primeira viagem à volta do mundo (1807—1809), com o intuito de fazer um levantamento das costas do Pacífico Norte, e levar mantimentos para Okhotsk.
O Diana zarpou de Kronstadt em 7 de julho de 1807. Uma violenta tempestade em abril de 1808 impediu o Diana de contornar o cabo Horn, e Golovnin decidiu rumar ao cabo da Boa Esperança na África do Sul, para repor os mantimentos necessários ao navio. Ancorou em Simon's Town em de maio de 1808. Golovnin, que já tinha estado dez meses no mar, não tivera conhecimento de que as relações entre o Império Russo e o Reino Unido se tinham entretanto deteriorado, e que a Rússia passara a ser aliada dos franceses. O Diana ficou imediatamente retido como navio inimigo por um esquadrão naval britânico, à espera de instruções de Londres quanto ao que com ele fazer. Golovnin e a sua tripulação estiveram mais de um ano retido a bordo do Diana em Simon's Town à espera de uma decisão das autoridades britânicas. Quando ficou mais claro que tal decisão poderia nunca chegar, Golovnin começou a planear uma fuga. Em 28 de maio de 1809, as condições perfeitas surgiram: vento favorável e reduzida visibilidade. A tripulação cortou os cabos da âncora e conseguiu ter êxito na fuga da baía, ao passar diretamente frente a vários navios de guerra britânicos. Quando os britânicos descobriram que os russos tinham fugido, enviaram navios em sua perseguição, mas não conseguiram chegar ao Diana, que viajou calmamente até Kamchatka. A notícia da "audaciosa fuga" do Diana rapidamente se espalhou por todo o mundo.
Em 1819, Golovnin publicou um relato da sua viagem, detenção e fuga, com o título Viagem da chalupa Diana do Imperador Russo de Kronstadt a Kamchatka.
Golovnin deixou Kamchatka em 1810, navegando para a ilha Baranof, que era um posto recentemente criado pela Companhia Russo-Americana.

## Cativeiro no Japão
Em 1811, Golovnin descreveu e cartografou as ilhas Curilas entre o estreito de Hope e as costas orientais da ilha Iturup (Etorofu na língua japonesa).
Quando explorava Kunashir (Kunashiri em japonês), Golovnin foi atraído a terra, feito prisioneiro, acusado de violar a sakoku (a política japonesa que proibia a entrada no Japão aos estrangeiros) e ficou cativo durante dois anos na ilha de Hokkaido. Golovnin tinha uma "educação superior fascínio por culturas estrangeiras." Após uma mal sucedida tentativa de escapar aos seus captores, Golovnin decidiu usar o seu tempo para a aprender a língua japonesa e se familiarizar com a cultura do Japão e as tradições do país.
Golovnin foi libertado em 1813, regressou à Rússia, e publicou um relato dos seus anos de cativeiro. O seu livro Cativeiro no Japão nos Anos 1811, 1812, 1813, tornou-se um clássico instantâneo. Foi muito apreciado na Rússia como obra de referência sobre a cultura japonesa, e ajudou a moldar o ponto de vista sobre o Japão a toda uma geração. Golovnin respeitava nitidamente os japoneses, retratando-os como "tão inteligentes, tão patrióticos e tão valorosos rivais" dos russos no Pacifico.

## À volta do mundo no Kamchatka
Em 1817, Golovnin embarcou numa segunda viagem de circum-navegação a bordo da fragata Kamchatka. Às suas ordens viajaram então exploradores russos que atingiriam grande proeminência - Fyodor Litke, Fyodor Matyushkin e Ferdinand von Wrangel.
O objetivo era entregar mantimentos e mercadorias em Kamchatka, e levantar ilhas até então inexploradas no que é hoje a costa noroeste do Alasca. Golovnin também tinha a incumbência de compilar um relatório que detalhasse as relações entre os naturais da ilha Kodiak e os empregados da Companhia Russo-Americana.
Depois de regressar à Rússia em setembro de 1819, Golovnin publicou À volta do mundo no Kamchatka, descrevendo a sua viagem e os seus encontros com os nativos de Kodiak e os nativos das ilhas Sandwich.
Embora a viagem tenha "conseguido pouco em termos de novas descobertas", Golovnin regressou com "uma vasta quantidade de informação científica e astronómica" para partilhar com os cientistas russos.

## Carreira tardia e morte
Em 1821, Golovnin foi nomeado como diretor assistente da Escola Naval Russa, e em 1823, como quartel-mestre da frota.
Talentoso administrador, Golovnin conseguiu grande êxito na direção de atividades dos departamentos de construção naval, comissariado, e artilharia. Sob sua supervisão, mais de duzentos navios foram construídos, incluindo os primeiros navios a vapor russos. Golovnin também foi mentor de muitos navegadores russos, incluindo os mencionados Fyodor Litke e Ferdinand von Wrangel.
Golovnin morreu de cólera durante uma epidemia que varreu a cidade de São Petersburgo em 1831.

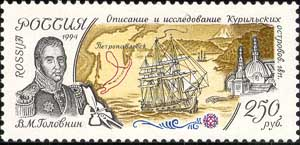
Golovnin num selo postal russo

## Legado e honrarias
A localidade de Golovin, o cabo Golovnin, bem como a baía de Golovnin e a lagoa Golovnin, todos receberam o seu nome em homenagem a Vasily Golovnin. Um estreito entre duas das ilhas Curilas, o vulcão Golovnin na ilha Kunashir, cabos em Nova Zembla e na Terra de Francisco José, são ainda outros acidentes geográficos que têm o seu nome. O cabo de Point Hope no Alasca também foi originalmente portador do nome de Golovnin.
A obra literária de Golovnin que descreve as suas aventuras no mar e em terra continua notável pelo seu "respeito pelo detalhe histórico...[a sua] capacidade crítica, talento literário, e viva curiosidade". Recebeu muitas honrarias em vida, incluindo a Ordem de São Vladimir e a Ordem de São Jorge, sendo comandante desta última.

## Família
Golovnin casou com a filha de um proprietário de terras no oblast de Tver que era ex-oficial do exército, Evdokiya Stepanovna Lutkovskaya (1795–1884). Todos os quatro irmãos de Evdokiya serviram na Marinha Russa; dois deles, Peter e Feopemt Lutkovsky, foram almirantes, com grande destaque.
Feopemt Lutkovsky (1803–1852) serviu sob ordens de  Golovnin durante a sua viagem a bordo do Kamchatka (1817–1819). Feopemt foi descrito como "livre pensador" e de acordo com testemunhos de pessoas envolvidas na Revolta Dezembrista, estaria em comunicação próxima com vários membros dessa associação de revoltosos. Conseguiu evitar ser acusado de traição devido à intervenção de Fyodor Litke. Ekaterina, irmã de Evdokiya, também casou com um oficial naval, o vice-almirante Maksim Maksimovich Genning.
O filho de Golovnin, Alexander Vasilyevich Golovnin (1821–1886), seguiu inicialmente os passos do pai, servindo na Marinha Russa.
Amigo chegado e associado ao Grão-Duque Konstantin Nikolayevich, Alexander deixou a Marinha e serviu como Ministro da Educação (1861–1866) no governo do czar Alexandre II. Além do seu trabalho como oficial naval e burocrata, Alexander dirigiu ainda o jornal Morskoi Sbornik, e esteve ativamente envolvido no Zemstvo. Foi Alexander quem manteve, recolhei e publicou as obras do seu pai com o título Obras e Traduções (Sochineniia i Perevody).

## Ficção
- Vasily Golovnin surge na novela The Mauritius Command de Patrick O'Brian.